# Subdélégué
Sous l'Ancien Régime, le subdélégué est la personne qui aide un Intendant à administrer une généralité. Il y a généralement plusieurs subdélégués par généralité.
Le subdélégué est choisi par l'intendant parmi les personnes de confiance. Le gouvernement royal n'est pour rien dans leur nomination. De 1704 à 1715, le gouvernement essaie de créer des offices de subdélégués dans chaque chef-lieu d'élection, et dans chaque diocèse ou bailliage dans les pays d'États. Ce n'est pas un succès.
La fonction est non-rémunérée. De ce fait seuls des titulaires d'autres fonctions comme les trésoriers de France, ou les officiers de présidial se portent volontaires. L'intendant peut récompenser les services du subdélégué par des gratifications. Par le prestige qu'elle peut donner dans les villes de province et les possibles revenus que l'on peut tirer de son exercice, la fonction est recherchée. Il convient toutefois de souligner qu'il ne s'agit en l'espèce que d'un rôle purement local et que dans l'exercice pratique de ces fonctions des conflits avec les intérêts de la noblesse du lieu existent. 